# Pustnic
De Pustnic is een zijrivier van de Olt in Roemenië. De rivier stroomt door de dorpen Șoimeni en Păuleni-Ciuc en mondt bij Ciceu uit in de Olt. De rivier stroomt in haar geheel door het district Harghita.